# Miedziana Góra (Włoszczowa)
Pour les articles homonymes, voir Miedziana Góra.
Miedziana Góra est une localité polonaise de la gmina de Kluczewsko, située dans le powiat de Włoszczowa en voïvodie de Sainte-Croix.